# Hibiki (歌手)
hibiki（ヒビキ、1997年8月3日 - ）は、日本の歌手、モデルであり、男女混合5人組パフォーマンスグループ・lol-エルオーエル- のメンバーである。愛知県名古屋市出身。本名、纐纈 響（こうけつ ひびき）。

## 略歴
DJとしての活動は別記

### 2014年
- 9月、「TOKYO GIRLS AUDITION 2014 AUTUMN/WINTER Powered by Ameba」にて、アーティスト部門準グランプリを受賞。

### 2017年
- 5月、109シーズンビジュアルとして起用。
- 6月、「S Cawaii!」にて専属モデルらとともに初表紙を飾る。
- 7月、「S Cawaii!」にて他の専属モデルとともに2号連続表紙を飾る。
- 10月、AbemaTV・朝日放送共同制作『ハケンのキャバ嬢・彩華』にて演技にも挑戦。

### 2020年
- 8月3日、自身の23歳の誕生日に1st写真集「Solaris」（宝島社出版） を発売。
- 10月、フジテレビ系列・東海テレビ制作『さくらの親子丼』にて高野みどり役として初連続ドラマ出演。

### 2021年
- 4月、テレビ東京制作の連続ドラマ『ラブコメの掟〜こじらせ女子と年下男子〜』に佐倉マユ役で出演。

### 2022年
- 5月29日、hibikiプロデュースアパレルブランド「VIVAMUS」初のPOP-UPをパークノヴァ神宮前にて開催[1]

### 2023年
- 3月24日 - 31日、hibikiプロデュースアパレルブランド「VIVAMUS」POP-UPを開催。会場は、NUBIAN NAGOYA名古屋PARCO西館1F。3月26日にはhibikiが店頭に登場した。
- 11月30日から12月3日までの期間で舞台「DREAM TELLER」に水瀬二湖役で全8公演に出演[2]
- 12月23日、LOFT9 Shibuyaにて行われる短編映画『something in the air』の上映イベントに登壇。自身を作品に出演している。

### 2025年
- 1月11日、名古屋市内の「MADE IN WORLD＆CO」 POP UP SHOPにて1日店長を務めた。また受注生産となるコラボキャップも初披露した[3]。
- 6月2日にlolとして最後となる『ever after』がリリースされたが、ジャケ写を担当[4]し「愛」、「感謝」、「希望」、「絆」、「再生」をメンバーカラーを交えながら見事表現した。
- 自身がデザイナーを務めるVIVAMUSのPOPUPを7月4日〜7月15日の期間、ルミネエスト新宿にて開催。7月12日､13日は「デザイナーhibiki MEET & GREET」と題し一定金額以上購入者を対象にツーショット撮影を行うなどlol-エルオーエル-解散後、初の公の場でファンと交流し、7月19日NUBIAN UMEDA、7月20日,21日NUBIAN NAGOYAにてそれぞれ追加開催も決定[5]した。
- 7月11日、グループ所属時代に出演経験のあるGIRLS MEETINGのPRプロデューサーに就任決定。
- 8月6日、京セラドームにて開催される関西コレクション2025にゲストとして出演が決定。

## DJ
グループ活動のほか、DJとしての活動も行っている。

### 2024年
- 6月27日、KITSUNE KYOTO
- 7月14日、UTAGE SAPPORO
- 9月13日、HIKE FUKUOKA
- 10月20日、a-LAND(WARP SHINJUKU)

## 人物
lolとしての活動にとどまらず、モデルや女優としても活躍中。「NYLON」をはじめとして「ViVi」「SCawaii!」などの多くの雑誌に掲載される。lolのファッションアイコンである。
親友は吉田遥。
好きな食べ物は海老、牛タン、ラーメン。特にラーメンは1日のロケで3杯完食するほどで、ラーメン日記をつけているとのこと。

## 出演

### テレビドラマ
- ハケンのキャバ嬢・彩華 第9話（2017年12月11日、朝日放送 [注釈 1]） - 響 役[7]
- さくらの親子丼（2020年10月17日 - 12月19日、東海テレビ） - 高野みどり 役[8]
- ラブコメの掟〜こじらせ女子と年下男子〜（2021年4月8日 - 6月24日、テレビ東京） - 佐倉マユ 役

### 配信ドラマ
- ハケンのキャバ嬢・彩華 第9話（2017年12月4日、AbemaTV[注釈 1]） - 響 役[7]

### 短編映画
- something in the air（2021年9月2日、Youtube） - REY 役

### ラジオ
- lol-エルオーエル- hibikiのヒビスタグラム（2016年10月3日 - 2023年3月27日、毎週月曜24:00 - 24:10頃、CBCラジオ） - パーソナリティ

### 舞台
- DREAM TELLER(2023年11月30日〜12月3日)　- 水瀬二湖　役

## 書籍

### 写真集
- Solaris（2020年8月3日、宝島社）ISBN 978-4299005397 [9]

### 雑誌
- S Cawaii!（レギュラー）
- NYLON
- Popteen
- ViVi
- WEGO マンスリーガイド
- HR